# Балыктыколь (озеро, Шортандинский район)
Балыктыколь (каз. Балықтыкөл) — озеро в Шортандинском районе Акмолинской области Казахстана. Находится между сёлами Камышенка и Новороменка. Площадь водосбора — 478 км².
По данным топографической съёмки 1958 года, площадь поверхности озера составляет 18,3 км², наибольшая площадь 25,4 км². Наибольшая длина озера — 7,9 км, наибольшая ширина — 4,9 км. Длина береговой линии составляет 16,1 км. Озеро расположено на высоте 301 м над уровнем моря.
Водосбор расположен на слабо всхолмленной степной равнине, имеющей общий уклон на север; дренируется тремя периодически действующими водотоками, имеющими местное название «Шейки». На территории примыкающей к юго-восточной части озера, имеется ряд бессточных понижений. Грунты суглинистые. Около 60 — 70 % площади водосбора распахано. На остальной части площади растительность степная.
Растительность, занимающая 10 — 15 % зеркала озера, распределяется вдоль береговой линии полосой 200—300 м; преобладает тростник. Погруженной растительностью занято около 20 % зеркала озера.
Берега крутые и высокие (до 3 — 4 м). Исключение составляет самая северная оконечность озера, где берег пологий.
Грунты дна илистые. Мощность илистых отложений в прибрежной зоне достигает 0,6 — 0,8 м, в центральной части озера ил прощупывается на глубину 0,1 — 0,2 м. В южной части, у села Новороменка, грунты дна песчаные.
Озеро проточное. Сток из него в реку Колутон бывает не ежегодно и происходит через проток, расположенный в северной части озера и представляющий собой сухую лощину шириной 10 — 15 м.
В многоводные годы уровень воды в озере поднимается на 0,7 — 0,8 м. В маловодные годы подъём уровня составляет 0,1 — 0,2 м. В последние годы уровни озера заметно снизились.
Толщина льда достигает в суровые зимы 1,2 — 1,3 м, обычно — 0,8 — 1,0 м.
Вода пресная, пригодная для питья.
В озеро впадает три периодически действующих притока. Водоток — ручей Шейка, впадающий в озеро к востоку от села Новороменка, в приустьевой части имеет широкое (30 — 40 м) и глубокое русло, заполненное водой. Глубина в нём около 4 м. Выше по течению дно водотока сухое.
Два притока, впадающие в западной части озера, имеют плохо выраженные, местами теряющиеся русла.